# KTO Ryś
Der KTO Ryś ist ein polnischer Mannschaftstransportwagen. Das Projekt wurde in den 2000er-Jahren gestartet, die Fertigung erfolgt in Posen.

## Technik
Der KTO Ryś dient als Mannschaftstransportwagen und hat die Aufgabe, Soldaten zu transportieren. Er dient auch als Sanitätsfahrzeug. Im KTO Ryś befindet sich Platz für zwei bis vier Besatzungsmitglieder.